# 第二台額外頻道
第二台額外頻道（冰島語：Stöð 2 Extra）是冰島「365」媒體公司（「Sýn」媒體公司的前身）一條已經不復存在的電視頻道，於2005年正式開播並在2013年結束廣播。這條頻道當時主要播放大量購自冰島以外英語系國家的各種類型電視節目，例如60分鐘時事雜誌、超人前傳以及每日秀等。